# Gorgopas
Gorgopas este un gen de fluturi din familia Hesperiidae. 

## Specii
- Gorgopas agylla